# Muntanya de Pegna
La Muntanya de Pegna és una serra situada al municipi de Miravet a la comarca de la Ribera d'Ebre, amb una elevació màxima de 152 metres.